# 杨家湾站 (武汉地铁)
杨家湾站位于中华人民共和国湖北省武汉市洪山区东湖高新技术开发区，是武汉地铁2号线的地铁车站，規劃時曾稱“名都站”、“名都花园站”，但因离同名居民小区较远，经市民投诉，最终改为现名。

## 车站结构

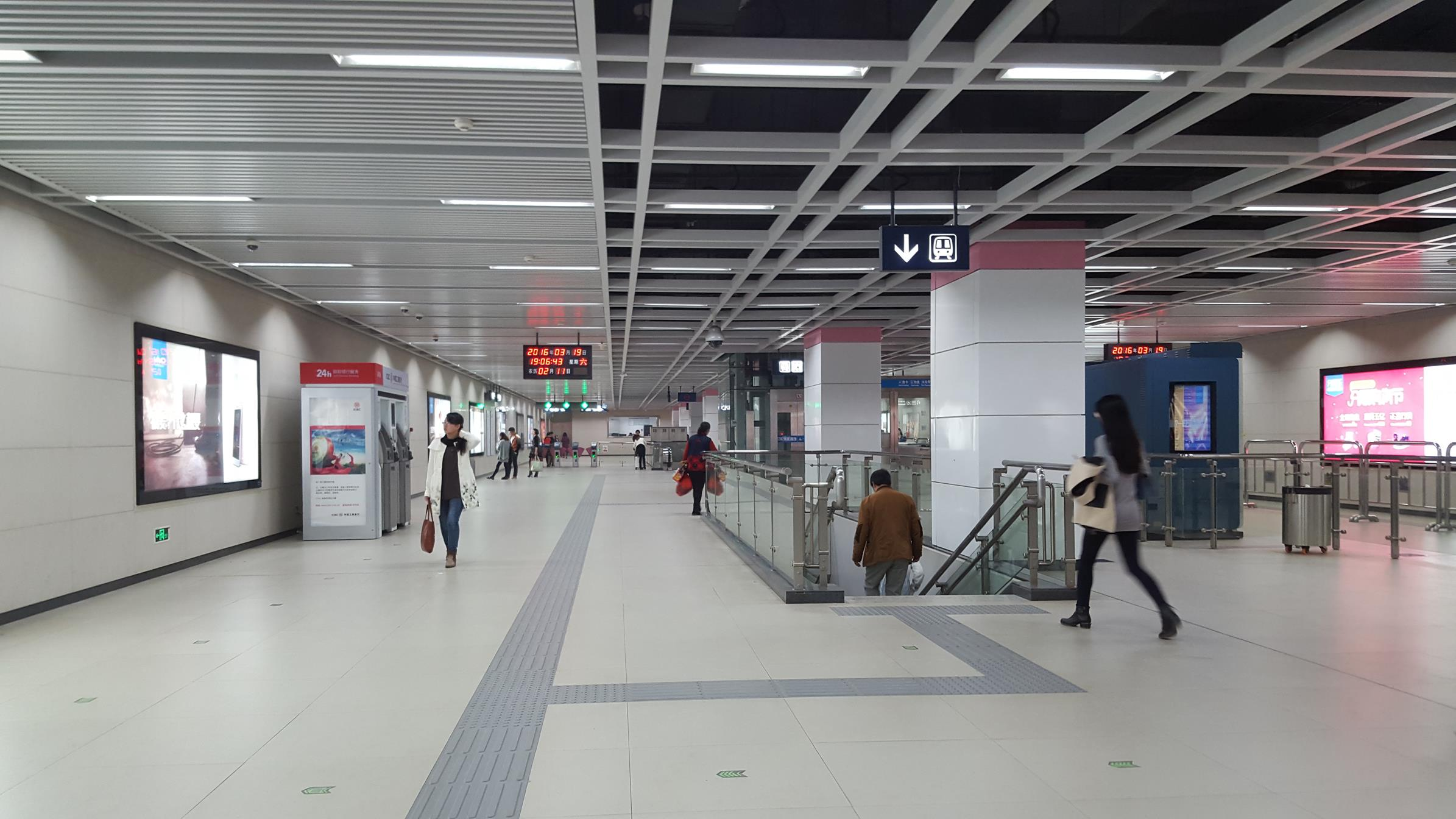
站廳層

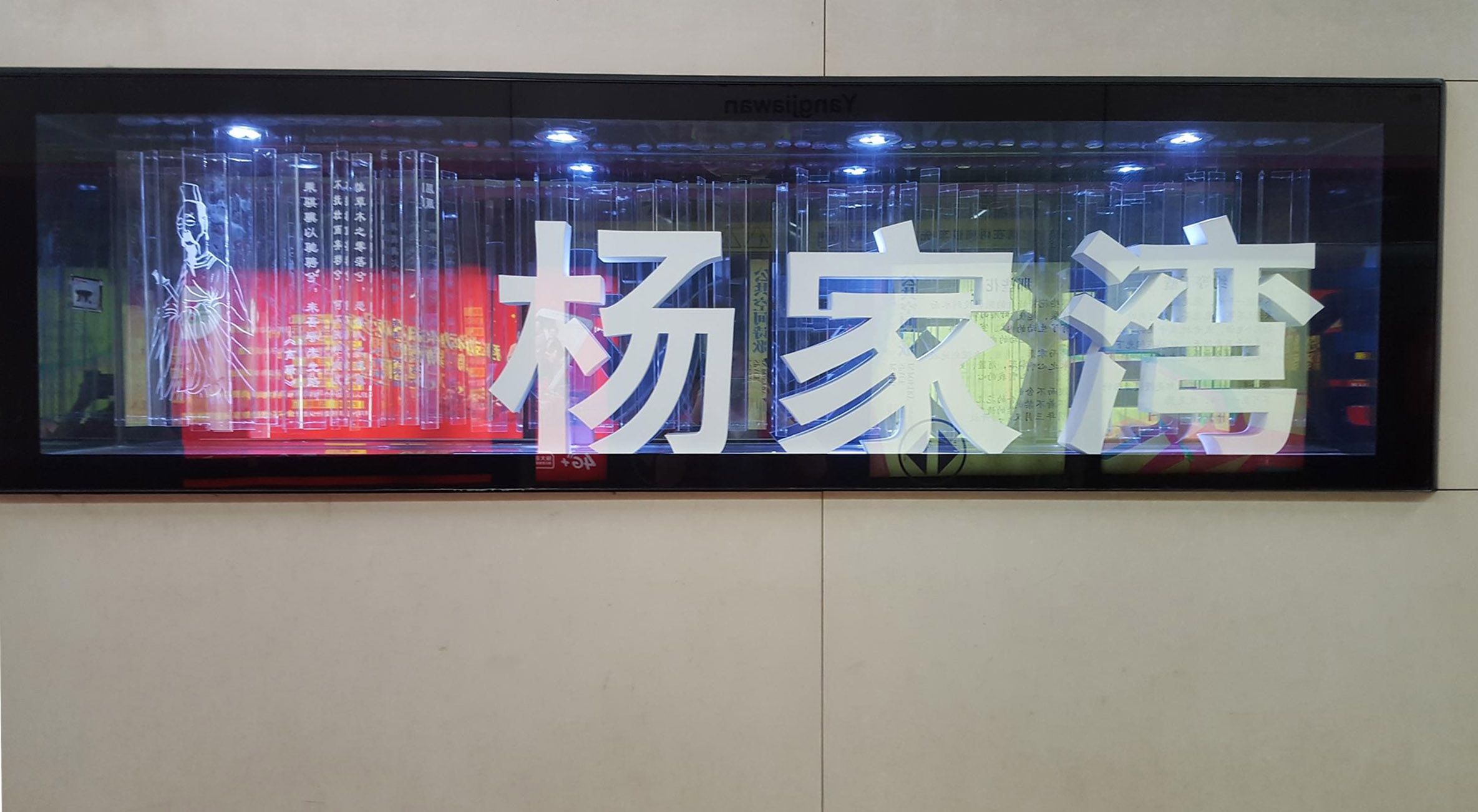
立體站名

车站位于虎泉街与雄楚大街的交汇处东侧，顺虎泉街布置。于2008年6月完成招标。车站总长241.3m，结构埋深大于3m，主线标准段面开挖宽度18.86m，开挖深度16.3m。车站共设置4个出入口，2组风亭、风道。主体结构采用明挖法施工。车站为地下二层岛式车站：地下一层为站厅层，地下二层为站台层。
该站风亭以“花瓣”为主题进行设计。

### 楼层分布
| 地面     | 地面               | 出入口                               |  |  |
| 地下一层 | 站厅               | 售票机、客服中心、武漢通充值、洗手間 |  |  |
| 地下二层 |                    | █ 2号线 往天河机场（虎泉）           |  |  |
|          | 岛式站台，左侧开门 |                                      |  |  |
|          |                    | █ 2号线 往佛祖岭（光谷广场）         |  |  |

### 車站出口
|                                                 |      |                                                                                               |
| 出口編號                                        | 設施 | 建議前往的目的地                                                                              |
| A                                               |      | 虎泉街 楚平路                                                                                 |
| B                                               |      | 虎泉街 尚文路、尚文創業城                                                                     |
| C                                               |      | 虎泉街 湖濱街                                                                                 |
| D                                               |      | 虎泉街 五環社區、武漢民政職業學院、華中師範大學一附中初中部、湖北商貿學院、武漢學院(光谷校區) |
| 注： 設有升降機 \| 設有輪椅升降台 \| 設有洗手間 |      |                                                                                               |

## 换乘交通
虎泉街地铁杨家湾站（B、D出入口）：538、572、625、903

## 邻近地點
华中师大一附中初中部，湖北省邮电学校

### 内部链接
- 武汉地铁车站列表